# Grafika wektorowa
Grafika wektorowa, grafika obiektowa – jeden z dwóch podstawowych rodzajów grafiki komputerowej, w której obraz opisany jest za pomocą figur geometrycznych (w przypadku grafiki dwuwymiarowej) lub brył geometrycznych (w przypadku grafiki trójwymiarowej), umiejscowionych w matematycznie zdefiniowanym układzie współrzędnych, odpowiednio dwu- lub trójwymiarowym.
Drugim podstawowym typem grafiki komputerowej jest grafika rastrowa. Największą różnicą grafiki wektorowej, w porównaniu do rastrowej, jest możliwość bezstratnego jej skalowania oraz druku, wypalania, czy wycinania za pomocą specjalistycznych maszyn.

## Obiekty
Druga nazwa grafiki wektorowej – grafika obiektowa – związana jest z faktem, iż obraz opisany jest za pomocą tzw. obiektów, które zbudowane są z podstawowych elementów nazywanych prymitywami, czyli prostych figur geometrycznych takich jak odcinki, krzywe, okręgi, wielokąty. Każdy z prymitywów opisywany jest za pomocą parametrów, np. w przypadku odcinka – współrzędnych jego końców, a w przypadku okręgu – współrzędnych środka i długości promienia. Obiekty takie mają także określone atrybuty mówiące np. o grubości i kolorze linii, kolorze wypełnienia figury lub wypełnieniu niejednolitym, jak wypełnienie gradientem albo wzorem, albo stopniu przezroczystości. Atrybuty zależą głównie od stosowanego standardu opisu grafiki wektorowej.

## Przekształcenia

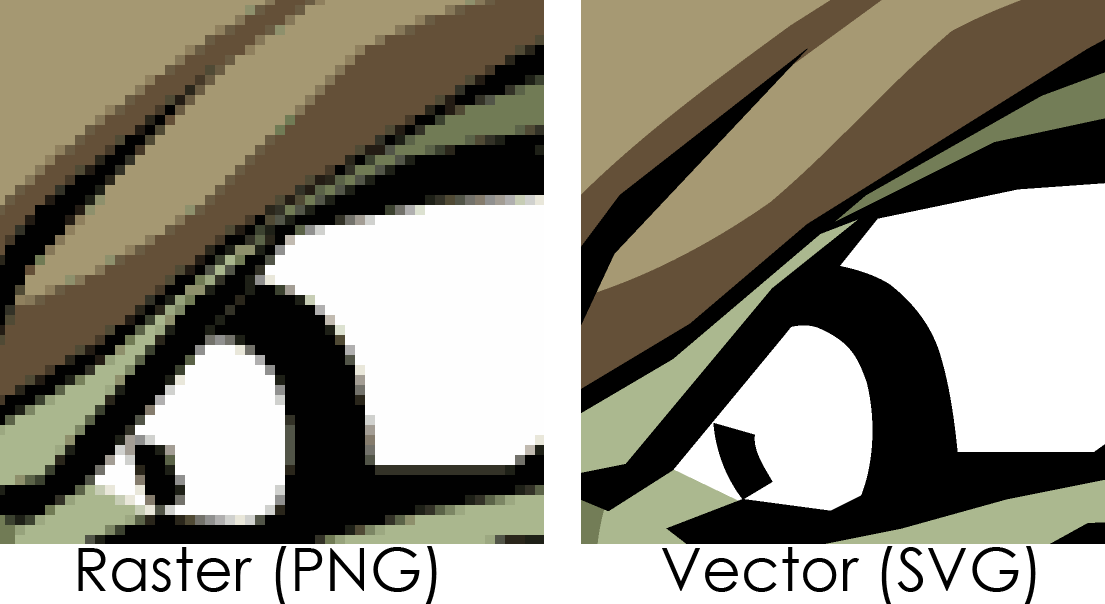
Powiększanie obrazu rastrowego (po lewej) skutkuje zmniejszeniem jakości obrazu oraz uwidocznieniem poszczególnych pikseli, natomiast podczas powiększania obrazu wektorowego (po prawej) obraz zachowuje ostre kształty składowych figur geometrycznych

### Operacje
W przeciwieństwie do grafiki rastrowej, grafika wektorowa jest grafiką w pełni skalowalną, co oznacza, iż obrazy wektorowe można nieograniczenie powiększać oraz zmieniać ich proporcje bez uszczerbku na jakości. Ma to swoje uzasadnienie w matematycznym opisie elementów (prymitywów), dlatego też obraz może być wyświetlony w maksymalnej dostępnej rozdzielczości dla danego ekranu czy wydruku. Sama jakość obrazu uzależniona jest wyłącznie od dokładności opisu obrazu za pomocą prymitywów: czarne włosy rysowanej postaci można określić jako zamkniętą krzywą wypełnioną na czarno, choć można też opisać każdy włos krzywą o względnie niewielkiej grubości i czarnym kolorze.
W przypadku grafiki rastrowej obrót obrazu może go zniekształcić powodując utratę jakości (w szczególności, jeśli nie jest to obrót o wielokrotność kąta prostego). Typowe edytory grafiki wektorowej pozwalają, oprócz zmiany parametrów i atrybutów prymitywów, także na przekształcenia na obiektach, np.: obrót, przesunięcie, odbicie lustrzane, rozciąganie, pochylanie czy zmiana kolejności obiektów na osi głębokości. Jest to więc kolejny stopień opisu obrazu ideowego, nie zaś literalnego.

### Konwersja
Obrazy wektorowe można łatwo przetwarzać w ich odpowiedniki rastrowe, poprzez proces rasteryzacji, podając jedynie docelową rozdzielczość obrazu rastrowego. Należy zaznaczyć, że w rzeczywistości operacja ta jest wykonywana zawsze przed jakimkolwiek obrazowaniem grafiki wektorowej na monitorze czy drukarce. Istnieją jednakże urządzenia takie jak plotery, np. ploter tnący, dla których opis wektorowy jest naturalnym sposobem działania.
Operacja konwersji w przeciwną stronę, tzw. wektoryzacja lub trasowanie, jest trudna i niejednokrotnie nie daje spodziewanych efektów. Głównym problemem jaki się tutaj pojawia jest wyszukiwanie krawędzi, które często nie są łatwe do znalezienia przez program wektoryzujący. Podczas rozwiązywania tego problemu stosuje się zwykle techniki z dziedziny sztucznej inteligencji, najczęściej bada się zmiany parametrów takich jak kontrast, barwa, czy nasycenie.

## Zalety i wady

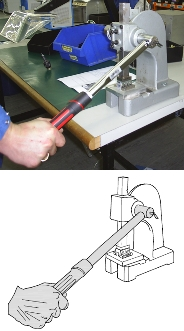
Wektoryzacja pozwala pominąć nieistotne, zbędne elementy z obrazu. Jest to przydatne np. w grafikach technicznych

Do zalet grafiki wektorowej należą przede wszystkim:
- skalowalność, prostota opisu, możliwość modyfikacji poprzez zmianę parametrów obrazu;
- mniejszy rozmiar plików w przypadku zastosowań niefotorealistycznych (schematy techniczne, loga, flagi i herby, wykresy itp.);
- opis przestrzeni trójwymiarowych;
- możliwość użycia ploterów zgodnie z metodą ich pracy;
- bardzo dobre możliwości konwersji do grafiki rastrowej.

Wśród głównych wad wymieniane są:
- ogromna złożoność pamięciowa dla obrazów fotorealistycznych,
- przy skomplikowanych obrazach rastrowych nieopłacalność obliczeniowa konwersji do formy wektorowej (wektoryzacja).

Grafika wektorowa sprawdza się najlepiej, gdy zachodzi potrzeba stworzenia grafiki, czyli obrazu mającego stosunkowo małą ilość szczegółów, nie zaś zachowaniu fotorealizmu obecnego na zdjęciach. Odpowiednimi przykładami użycia grafiki wektorowej są:
- schematy naukowe i techniczne,
- mapy i plany,
- loga, herby, flagi, godła,
- różnego typu znaki, np. drogowe,
- część graficznej twórczości artystycznej (np. komiksy).

Podczas korzystania z komputera można spotykać się z grafiką wektorową częściej niż mogłoby się to wydawać. Stosowana jest ona m.in. w fontach, graficznych interfejsach użytkownika systemów operacyjnych oraz grach komputerowych i wideo do opisu grafiki trójwymiarowej. Geometria i jej przekształcenia stanowiące opis przestrzeni trójwymiarowej przetwarzane są metodami grafiki wektorowej, natomiast wygląd powierzchni obiektów określany jest rastrowo za pomocą tzw. tekstur.

## Formaty zapisu
Wiele programów ma wewnętrzne formaty zapisu grafiki wektorowej, brak jest jednak powszechnych standardów wymiany pomiędzy aplikacjami, jak to ma miejsce w wypadku grafik rastrowych. Do niedawna najbardziej uniwersalnymi były takie formaty jak EPS czy PDF. Obecnie popularność zdobywa promowany przez W3C, oparty na XML-u, format SVG. Sam format uważany jest za przyszłościowy, gdyż ma także umożliwiać zakodowanie animacji oraz interakcji z użytkownikiem poprzez użycie języka skryptowego. Podobne właściwości ma dostępny już od wielu lat format SWF (z językiem skryptowym ActionScript), jednak ze względu na to, że jest formatem zamkniętym, w praktyce uważa się go za format wewnętrzny środowiska Adobe (dawniej Macromedia). Formaty, które są popularne w użyciu przy projektach logo to: AI (Adobe Illustrator) i CDR (pakiet CorelDRAW),

## Oprogramowanie

### Typowe możliwości
W zależności od programu i formatu zapisu grafiki wektorowej dostępne możliwości edycji mogą znacząco różnić się od siebie. Poniżej wymienione zostały główne cechy najbardziej znanych tego typu programów:
- elementarne figury (prymitywy): prostokąt, okrąg, łuk, wielokąt foremny, wielokąt gwiaździsty, spirala, krzywe Béziera;
- standardowe atrybuty: grubość i kolor linii rysowania, kolor wypełnienia, zaokrąglenia rogów oraz ich przekształcenia, takie jak konwersja figur elementarnych w krzywe czy narzędzie „strzępienia” krzywej;
- grupowanie oraz scalanie obiektów ze sobą, operacje boolowskie między obiektami (przycinanie, część wspólna itp.);
- wstawianie obrazu rastrowego (bez wektoryzacji) z możliwością przekształcania go jako całości;
- import grafik wektorowych oraz wektoryzacji grafik rastrowych;
- biblioteka obiektów pozwalająca na zapamiętanie ogólnego wzoru obiektu, a następnie stosowanie go poprzez odwołania do niego przy podaniu przekształceń dotyczących konkretnego egzemplarza;
- technologia podobna do masek w grafice rastrowej;
- prowadnice (linie pomocnicze), siatki oraz linijki pomagające w dokładnym umieszczaniu obiektów;
- podział obrazu na warstwy.